# لوئیس آلاموس
لوئیس آلاموس (اسپانیایی: Luis Álamos‎; ۲۵ دسامبر ۱۹۲۳ – ۲۶ ژوئن ۱۹۸۳) بازیکن و مربی فوتبال اهل شیلی بود.
از باشگاه‌هایی که در آن بازی کرده‌است می‌توان به باشگاه فوتبال یونیورسیداد شیلی اشاره کرد.